# Liste in Gabun vorhandener Dampflokomotiven
Dies ist eine Liste erhaltener Dampflokomotiven auf dem Gebiet von Gabun.

## Lokomotiven mit Spurweite 600 mm
| Foto | Nummer oder Name                                          | Bauart / Achsfolge | Hersteller                        | Fabrik-nr. | Baujahr | Historie | Eigentümer / Betreiber / Strecke | Standort                                                     | Bemerkungen |
| ---- | --------------------------------------------------------- | ------------------ | --------------------------------- | ---------- | ------- | -------- | -------------------------------- | ------------------------------------------------------------ | ----------- |
|      | Chantier Forestier Atadie                                 | C t                | Kerr Stuart & Co (Stoke on Trent) |            | 1915    |          |                                  | Lambaréné, Albert Schweitzer Hospital                        | [ 1 ]       |
|      | Consortium Forestier des Grands Réseaux Français au Gabon | C t                | Decauville                        | 1775       | 1920    |          |                                  | Owendo, Sociéte d’Exploitation du Transgabonais Headquarters | [ 2 ]       |
|      | Cie. Gabonese du Bois                                     | C1' t              | Decauville                        |            |         |          |                                  | Rabi                                                         | [ 3 ]       |